# Fusarium caucasicum
Fusarium caucasicum är en svampart som beskrevs av Letov 1929. Fusarium caucasicum ingår i släktet Fusarium och familjen Nectriaceae.   Inga underarter finns listade i Catalogue of Life.